# When the Kite String Pops
When The Kite String Pops – debiutancki album sludge metalowej grupy Acid Bath, wydany 8 sierpnia 1994. Obrazek na okładce płyty został namalowany przez amerykańskiego seryjnego mordercę Johna Gacy'ego, w okresie, gdy oczekiwał w więzieniu na swoją egzekucję.
W 1999 album sprzedał się w ponad 37 tys. kopiach w USA, co jest wyjątkowym wynikiem jak na album wydany w wytwórni niezależnej.

## Lista utworów

### LP

#### Strona A
1. "The Blue" – 6:13
2. "Tranquilized" – 4:14
3. "Cheap Vodka" – 2:14
4. "Finger Paintings of the Insane" – 6:04
5. "Jezebel" – 4:53
6. "Scream of the Butterfly" – 6:14
7. "Dr. Seuss is Dead" – 6:04

#### Strona B
1. "Dope Fiend" – 5:19
2. "Toubabo Koomi" – 5:01
3. "God Machine" – 5:00
4. "The Mortician's Flame" – 4:05
5. "What Color is Death" – 3:19
6. "The Bones of Baby Dolls" – 6:00
7. "Cassie Eats Cockroaches" – 4:22

### CD
1. "The Blue" – 6:13
2. "Tranquilized" – 4:14
3. "Cheap Vodka" – 2:14
4. "Finger Paintings of the Insane" – 6:04
5. "Jezebel" – 4:53
6. "Scream of the Butterfly" – 6:14
7. "Dr. Seuss is Dead" – 6:04
8. "Dope Fiend" – 5:19
9. "Toubabo Koomi" – 5:01
10. "God Machine" – 5:00
11. "The Mortician's Flame" – 4:05
12. "What Color is Death" – 3:19
13. "The Bones of Baby Dolls" – 6:00
14. "Cassie Eats Cockroaches" – 4:22

## Twórcy
- Dax Riggs – wokal
- Mike Sanchez – gitara elektryczna
- Sammy Duet – gitara elektryczna, wokal dodatkowy
- Audie Pitre – gitara basowa, wokal dodatkowy
- Jimmy Kyle – perkusja
- Spike Cassidy – producent, mastering
- Greg Troyner – współproducent, miksowanie
- Eddie Schreyer – mastering
- John Wayne Gacy – okładka